# Dykes to Watch Out For
Dykes to Watch Out For (a veces DTWOF) era una tira cómica semanal de Alison Bechdel. La tira, que se publicó entre 1983 y 2008, fue una de las primeras representaciones de lesbianas en la cultura popular y ha sido considerada "tan importante para las nuevas generaciones de lesbianas como novelas históricas como Rubyfruit Jungle (1973) de Rita Mae Brown y Lisa Kinflicks (1976) de Alther correspondía a uno anterior". Introdujo la prueba de Bechdel, un conjunto de criterios para determinar el sesgo de género en obras de entretenimiento, que desde entonces ha encontrado una amplia aplicación.

## Descripción general

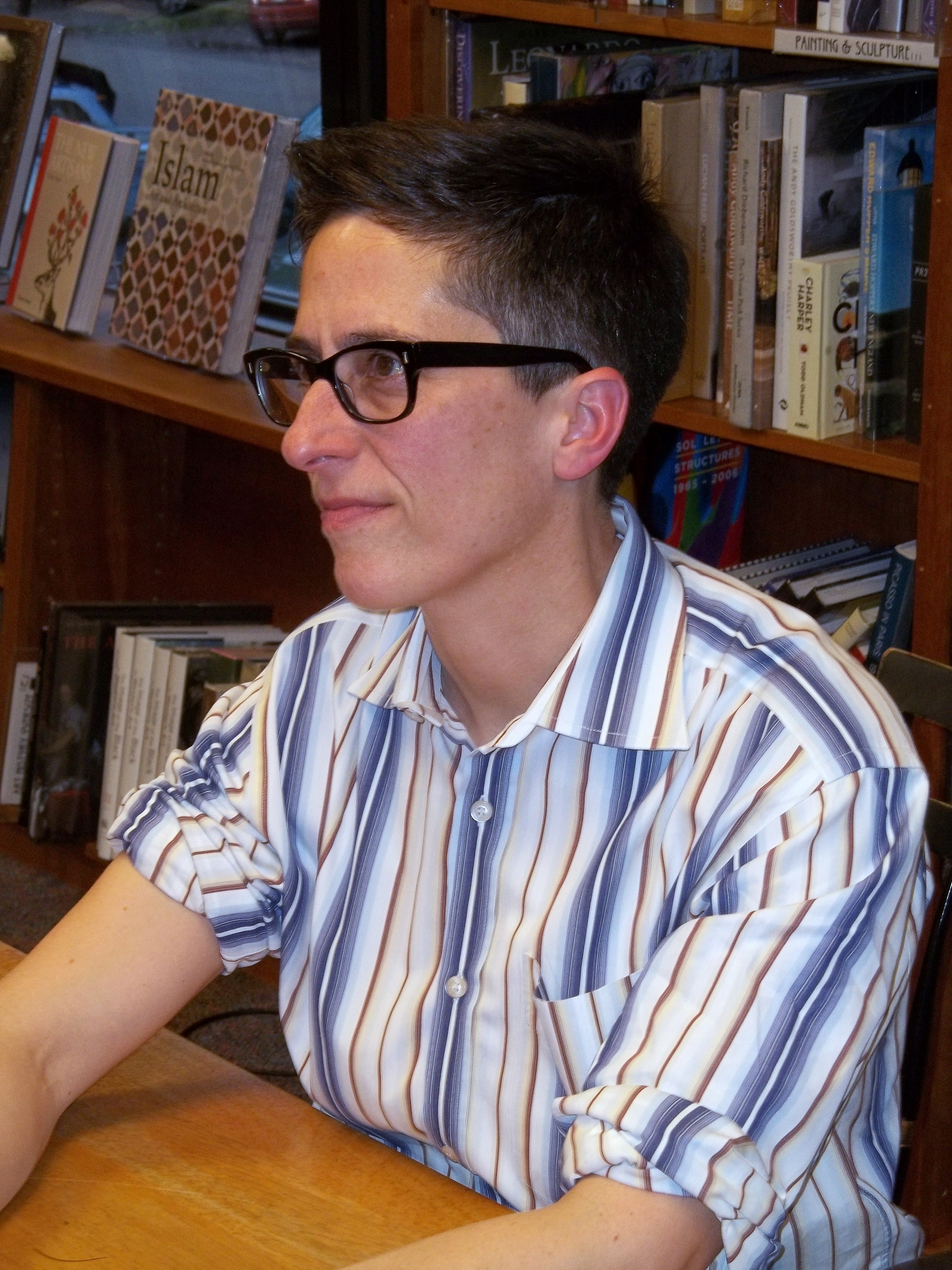
Alison Bechdel, autora de Dykes to Watch Out For

DTWOF relató las vidas, los amores y la política de un grupo bastante diverso de personajes (la mayoría de ellos lesbianas) que viven en una ciudad de tamaño mediano en los Estados Unidos, presentando historias humorísticas de telenovelas y comentarios mordaces de actualidad. La tira se publicó en Funny Times, en webs y se distribuyó en varios periódicos de gays y lesbianas. La primera edición en formato de libro ilustrado fue publicada por Firebrand Books en 1986.
Según Bechdel, su tira era "mitad columna de opinión y mitad novela victoriana serializada interminable". Los personajes reaccionaban a eventos contemporáneos, incluida la asistencia al Festival Womyn's de Michigan, desfiles del Orgullo Gay y marchas de protesta, y discusiones acaloradas sobre eventos cotidianos, cuestiones políticas y la forma en que estaba cambiando la cultura lésbica. La tira fue una de las tiras cómicas queer de mayor éxito y mayor duración.
El 10 de mayo de 2008, Bechdel anunció que pondría la tira en pausa indefinida para completar su novela gráfica de memorias Love Life, que finalmente se publicó en 2012 como Are You My Mother?
El 23 de noviembre de 2016, Bechdel rompió la pausa de la tira con un episodio titulado “Pièce de Résistance”. Se muestran los mismos personajes abordando la brecha de ocho años y respondiendo a la elección de Donald Trump. “Pièce de Résistance” se publicó en Seven Days y en el sitio web de Bechdel. La cantidad de tráfico provocó que el sitio web colapsara. Bechdel también dibujó la portada de la edición del 23 al 30 de noviembre de 2016 de Seven Days, en la que aparecen los personajes de Dykes to Watch Out For en la cena de Acción de Gracias. En la tira, los personajes reflexionan sobre la presidencia de Trump y escriben postales a la Casa Blanca. La publicación de Seven Days afirma que Bechdel “ahora dibuja tiras individuales cuando llega la inspiración”.
En 2023, cuarenta años después del debut de la tira, DTWOF fue adaptado como una serie de podcasts en streaming en Audible por la dramaturga Madeleine George y contó con las voces de Carrie Brownstein, Roberta Colindrez, Roxane Gay, Jenn Colella y Jane Lynch, con la aprobación de Bechdel.
La tira se publicó durante 25 años; los personajes envejecieron en tiempo real y su ciudad (sin nombre) cambió de manera realista en comparación con muchas ciudades de EE. UU. Muchos de los personajes estaban conectados con la librería feminista de la ciudad, que enfrentó presiones comerciales insuperables cuando Bounders Books y Muzak (una parodia de Borders Books and Music) se mudaron. Finalmente, Madwimmin Books cerró y algunos de sus empleados despedidos se fueron a trabajar a Bounders. Otros personajes están conectados a través del trabajo o los estudios en la universidad, la vivienda compartida o las relaciones románticas.
Los personajes centrales incluyeron:
- Mo Testa (nombre de pila Mónica), el personaje central, una feminista lesbiana políticamente comprometida con tendencia a kvetch. Trabajó en la librería Madwimmin y luego brevemente en Bounders Books y Muzak mientras obtenía un título en biblioteconomía y finalmente consiguió un trabajo como bibliotecaria de referencia.
- Lois MacGiver, activista sexualmente positiva, drag king, también empleada en ambas librerías. Lois es compañera de casa de Ginger y Sparrow, y sale con la madre soltera Jasmine, madre de la adolescente transgénero Janis (originalmente presentada como Jonas).
- Ginger Jordan, una académica y profesora de inglés en la Universidad Estatal de Buffalo Lake, cuya estudiante estrella Cynthia estaba haciendo una pasantía en la CIA a pesar de haberlo confesado a sus padres. Ginger, compañera de casa de Lois y Sparrow desde hace mucho tiempo, finalmente compró una casa con Samia, una química musulmana siria casada con un hombre en un matrimonio por conveniencia para ocultar su orientación sexual.
- Sparrow Pidgeon (nombre de nacimiento Prudence), ex directora de un refugio para mujeres y miembro de la Nueva Era convertida en atea. Se identificaba como lesbiana bisexual (y luego simplemente bisexual) y se involucró con un activista judío heterosexual, Stuart Goodman (pensado en broma como "más estereotípicamente lesbianas que muchas lesbianas"). Sparrow y Stuart tienen un hijo, Jiao Raizel (o JR), y Stuart se convierte en padre y ama de casa; Lois y Stuart educaron en casa a Janis y JR.
- Clarice Clifford, una abogada medioambiental adicta al trabajo y novia universitaria de Mo's.
- Toni Ortiz, contador público certificado y gerente comercial, que tuvo un hijo con Clarice; ella fue ama de casa durante varios años mientras criaba a su hijo Rafael Clifford-Ortiz (o Raffi). Toni y Clarice tuvieron una ceremonia de compromiso en el patio trasero, una unión civil en Vermont y un matrimonio (no reconocido legalmente por el estado) en el Ayuntamiento. Más tarde exploraron el fenómeno del divorcio sin intervención judicial. Luego, Clarice se mudó con Sparrow, Stuart y Lois, ocupando la habitación que Ginger dejó libre.
- Harriet, investigadora estatal de derechos humanos, ex amante de Mo y madre soltera de su hija Isabel.
- La Dra. Sydney Krukowski, una profesora de Estudios de la Mujer, yuppie, materialista y académicamente involucrada, con un hábito de gasto compulsivo, amante de Mo y sobreviviente de cáncer de mama.
- Jezanna Ramsay (nombre de nacimiento Alberta), propietaria y gerente de Madwimmin Books. Después del cierre de la librería fue profesora de inglés.
- Thea, una lesbiana judía con esclerosis múltiple que fue la amante de Sydney en la universidad. Thea trabajó en Madwimmin Books y luego enseñó arte a niños.

Sparrow y Ginger, compañeros de casa desde hace mucho tiempo, compraron la casa que habían compartido primero con Lois y luego con Stuart. Cuando Ginger quiso seguir adelante, el grupo pudo comprar su participación y Sparrow asumió el puesto de Director Ejecutivo en la oficina estatal de NARAL.
Sólo se conocían los apellidos de algunos de los personajes, ya que tales nombres aparecían sólo cuando era apropiado para el diálogo (cuando Ginger y Sydney, como instructoras universitarias, eran llamadas "Profesora Jordan" y "Dra. Krukowski", por ejemplo) y no fueron establecidos desde el principio.

## Libros
DTWOF tuvo varias colecciones, que incluyen:
- Dykes to Watch Out For (1986) (cómics no serializados de 1983-1986)
- More Dykes to Watch Out For (1988) (tiras n.° 1 a 23, además de "Down to the Skin: A Mildly Erotic Epilogue" y varios cómics no serializados de 1986-1987)
- ¡New, Improved! Dykes to Watch Out For (1990) (tiras # 24-77)
- Dykes to Watch Out For: The Sequel (1992) (tiras n.° 78-126, más "Serial Monogamy")
- Spawn of Dykes to Watch Out For (1993) (tiras n.° 127-170, más "Flesh & Blood")
- Unnatural Dykes to Watch Out For (1995) (tiras n.° 171-221, más"Sentimental Education")
- Hot, Throbbing Dykes to Watch Out For (1997) (strips #222-263, plus "Sense & Sensibility")
  - Split-Level Dykes to Watch Out For (1998) (strips #264-297, plus "Demographic Rift")
  - Post-Dykes to Watch Out For (2000) (strips #298-337)
  - Dykes and Sundry Other Carbon-Based Life-Forms to Watch Out For (2003) (strips #338-397, plus "Replicants")
  - Invasion of the Dykes to Watch Out For (2005) (strips #398-457)
  - The Essential Dykes to Watch Out For (2008) (strips #458-527, plus most of the preceding strips and "Cartoonist's Introduction")

La primera de estas colecciones contenía tiras individuales diversas. La historia centrada en Mo Testa comenzó a mitad de la segunda colección, More Dykes to Watch Out For .
A partir del tercer libro, Bechdel comenzó a incluir "novelas gráficas" al final de cada libro. Algunos fueron flashbacks, como la historia de cómo se conocieron todos en Unnatural Dykes to Watch Out For, o Serial Monogamy, el "documental" humorístico de Bechdel sobre las relaciones lésbicas, pero la mayoría avanzaban la trama de maneras nuevas e interesantes, como el nacimiento de Raffi en el final de Spawn of Dykes to Watch Out For.
Si bien no es una compilación, The Indelible Alison Bechdel: Confessions, Comix, and Miscellaneous Dykes to Watch Out For (1998) incluyó muchas de las tiras que Bechdel publicó en calendarios, una cronología de la tira hasta la fecha y un fantástico "recorrido" por la "fábrica" donde se produce Dykes to Watch Out For.
The Essential Dykes to Watch Out For, publicado en 2008, compiló la mayoría de las tiras que se habían publicado bajo ese título, junto con una introducción de 12 páginas en la que Bechdel reflexionaba sobre su época dibujando la tira. En 2009 el libro ganó el premio Ferro-Grumley de ficción LGBT.